# Тюлин, Александр Степанович
Александр Степанович Тюлин (1916—1988) — советский воин-артиллерист, отличившийся в годы Великой Отечественной войны, Герой Советского Союза (13.09.1944). Старший сержант Рабоче-крестьянской Красной Армии.

## Биография
Александр Тюлин родился 1 августа 1916 года в селе Высокие Поляны (ныне — Пителинский район Рязанской области). После окончания четырёх классов школы работал в колхозе. 
В 1940 году Тюлин был призван на службу в Рабоче-крестьянскую Красную Армию. Окончил полковую школу. С декабря 1942 года — на фронтах Великой Отечественной войны.
К апрелю 1944 года старший сержант Александр Тюлин командовал орудием 350-го отдельного истребительно-противотанкового дивизиона 294-й стрелковой дивизии 52-й армии 2-го Украинского фронта. Отличился во время Уманско-Ботошанской операции. 5 апреля 1944 года расчёт Тюлина отразил девять немецких контратак, уничтожив 2 танка, 5 БТР, 2 артиллерийских орудия, 3 пулемёта и около 100 солдат и офицеров противника. В тех боях Тюлин получил ранение, но продолжал сражаться, когда из строя выбыл наводчик, заменил его собой.
Указом Президиума Верховного Совета СССР от 13 сентября 1944 года за «мужество и героизм, проявленные на фронте борьбы с немецкими захватчиками», старший сержант Александр Тюлин был удостоен высокого звания Героя Советского Союза с вручением ордена Ленина и медали «Золотая Звезда» за номером 4679.
После окончания войны Тюлин был демобилизован. Проживал и работал на родине. Умер 2 сентября 1988 года, похоронен в Высоких Полянах.

## Награды
- Герой Советского Союза (13.09.1944)
- Орден Ленина (13.09.1944)
- ордена Отечественной войны 1-й (11.03.1985) и 2-й (1.12.1943) степеней
- Ряд медалей[1]